# NGC 5977
NGC 5977 ist eine 13,9 mag helle, linsenförmige Galaxie vom Hubble-Typ SB0 im Sternbild Schlange nördlich des Himmelsäquators. Sie ist schätzungsweise 366 Millionen Lichtjahre von der Milchstraße entfernt und hat einen Durchmesser von etwa 130.000 Lj.
Im selben Himmelsareal befinden sich u. a. die Galaxien NGC 5972 und IC 1130.
Das Objekt wurde am 29. Juni 1880 von Édouard Stephan entdeckt.